# میشل بورگر
میشل بورگر (انگلیسی: Michelle Burgher؛ زادهٔ ۱۲ مارس ۱۹۷۷) دونده اهل جامائیکا است.